# Список сузір'їв

МАС позначив сузір'я в рівно прямокутній проекції

У сучасній астрономії Міжнародним астрономічним союзом (МАС) визнано 88 сузір'їв. Кожне сузір'я являє собою ділянку неба, обмежену дугами прямого сходження і схилення . Разом вони охоплюють небесну сферу, їх межі офіційно прийняті Міжнародним астрономічним союзом у 1928 році та опубліковані 1930 року.
Стародавні шумери, а пізніше греки (за записами Птолемея) створили більшість північних сузір'їв, які сьогодні використовуються на міжнародному рівні. Сузір'я, розташовані вздовж екліптики, називають зодіаком. Коли дослідники склали карту зірок південного неба, європейські астрономи запропонували нові сузір'я для цього регіону, а також сузір'я, щоб заповнити прогалини між традиційними сузір'ями. У 1922 році Міжнародний астрономічний союз прийняв трилітерні абревіатури для 89 сузір'їв, сучасний список із 88 плюс Арго. Після цього Ежен Жозеф Дельпорт накреслив межі для кожного з 88 сузір'їв так, щоб кожна точка на небі належала до одного сузір'я.

## Історія
Деякі сузір'я більше не визнаються МАС, але вони можуть з'являтися в старих зоряних картах та інших джерелах. Найбільш помітним є Argo Navis, яке було одним із оригінальних 48 сузір'їв Птолемея. У 1750-х роках французький астроном Ніколя Луї де Лакайль розділив це сузір'я на три окремі сузір'я: Кіль, Лялечка та Вела.

## Сучасні сузір'я
88 сузір'їв зображують 42 тварини, 29 неживих об'єктів і 17 людей або міфологічних персонажів.

### Скорочення
Кожне сузір'я МАС має офіційну абревіатуру з 3 літер на основі родового відмінка назви сузір'я. Оскільки родовий відмінок подібний до основної назви, більшість абревіатур — це лише перші три літери назви сузір'я: Ori для Оріона/Оріоніса, Ara для Ara/Arae, Com для Coma Berenices/Comae Verenices . У деяких випадках абревіатура містить літери родового відмінка, які не входять до основної назви (як у Hyi для Hydrus/Hydri, щоб уникнути плутанини з Hydra, скорочено Hya ; і Sge для Sagitta/Sagittae, щоб уникнути плутанини зі Стрільцем, скорочено Sgr). У деяких абревіатурах використовуються літери за межами перших трьох, щоб однозначно ідентифікувати сузір'я (наприклад, коли ім'я та його родовий відмінок відрізняються першими трьома буквами): Aps для Apus/Apodis, CrA для Corona Australis, CrB для Corona Borealis, Crv для Corvus . (Кратер скорочено Crt, щоб уникнути плутанини з CrA .) Коли літери беруться з другого слова двослівної назви, перша літера другого слова пишеться великою: CMa для Canis Major, CMi для Canis Minor . Два випадки неоднозначні: сузір'я Лева можна прийняти за Малого Лева ( скорочено LMi), а сузір'я Трикутника можна прийняти за Південний трикутник (скорочено TrA).
На додаток до трилітерних абревіатур, які використовуються сьогодні, МАС також запровадив чотирилітерні скорочення в 1932 році. Чотирибуквені скорочення були скасовані в 1955 році і зараз застаріли, але були включені до Словника технічних термінів NASA для аерокосмічного використання (NASA SP-7), опублікованого в 1965 році. У таблиці нижче вони позначені «NASA» і включені сюди лише для довідки.

### Список
Довідку щодо літературної англійської вимови див. у ключі вимови. Існує значна різноманітність у тому, як латинські імена вимовляються англійською мовою. Щодо традицій, ближчих до оригіналу, дивіться написання та вимову латинською мовою.
| Сузір'я             | Скорочення | Скорочення | Назва латинською    | Відкриття                                                           | Найяскравіша зоря  | Найяскравіша зоря |
| Сузір'я             | МАС        | NASA       | Назва латинською    | Відкриття                                                           | Назва              | m                 |
| ------------------- | ---------- | ---------- | ------------------- | ------------------------------------------------------------------- | ------------------ | ----------------- |
| Андромеда           | And        | Andr       | Andromedae          | невідомий рік (Птолемей)                                            | Альфераз           | 2,06              |
| Насос               | Ant        | Antl       | Antliae             | 1763, Лакайль                                                       | α Насоса           | 4,25              |
| Райський Птах       | Aps        | Apus       | Apodis              | 1603, Уранометрія, створена Кейзером та Гаутманом                   | α Райського Птаха  | 3,83              |
| Водолій             | Aqr        | Aqar       | Aquarii             | невідомий рік (Птолемей)                                            | β Водолія          | 2,87              |
| Орел                | Aql        | Aqil       | Aquilae             | невідомий рік (Птолемей)                                            | Альтаїр            | 0,76              |
| Жертовник           | Ara        | Arae       | Arae                | невідомий рік (Птолемей)                                            | β Жертовника       | 2,84              |
| Овен                | Ari        | Arie       | Arietis             | невідомий рік (Птолемей)                                            | Гамаль             | 2,00              |
| Візничий            | Aur        | Auri       | Aurigae             | невідомий рік (Птолемей)                                            | Капелла            | 0,08              |
| Волопас             | Boo        | Boot       | Boötis              | невідомий рік (Птолемей)                                            | Арктур             | -0,05             |
| Різець              | Cae        | Cael       | Caeli               | 1763, Лакайль                                                       | α Різця            | 4,46              |
| Жираф               | Cam        | Caml       | Camelopardalis      | 1613, Планціус                                                      | β Жирафа           | 4,02              |
| Рак                 | Cnc        | Canc       | Cancri              | невідомий рік (Птолемей)                                            | β Рака             | 3,52              |
| Гончі Пси           | CVn        | CVen       | Canum Venaticorum   | 1690, Firmamentum Sobiescianum, Гевелій                             | Серце Карла        | 2,81              |
| Великий Пес         | CMa        | CMaj       | Canis Majoris       | невідомий рік (Птолемей)                                            | Сіріус             | -1,46             |
| Малий Пес           | CMi        | CMin       | Canis Minoris       | невідомий рік (Птолемей)                                            | Проціон            | 0,34              |
| Козоріг             | Cap        | Capr       | Capricorni          | невідомий рік (Птолемей)                                            | Шедді              | 2,83              |
| Кіль                | Car        | Cari       | Carinae             | 1763, Лакайль, відокремлено від Корабля Арго                        | Канопус            | -0,74             |
| Кассіопея           | Cas        | Cass       | Cassiopeiae         | невідомий рік (Птолемей)                                            | Шедар              | 2,24              |
| Центавр             | Cen        | Cent       | Centauri            | невідомий рік (Птолемей)                                            | Толіман            | -0,27             |
| Цефей               | Cep        | Ceph       | Cephei              | невідомий рік (Птолемей)                                            | Альдерамін         | 2,46              |
| Кит                 | Cet        | Ceti       | Ceti                | невідомий рік (Птолемей)                                            | Дифда              | 2,02              |
| Хамелеон            | Cha        | Cham       | Chamaeleontis       | 1603, Уранометрія, створена Кейзером та Гаутманом                   | α Хамелеона        | 4,06              |
| Циркуль             | Cir        | Circ       | Circini             | 1763, Лакайль                                                       | α Циркуля          | 3,19              |
| Голуб               | Col        | Colm       | Columbae            | 1592, Планціус, відокремлено від Великого Пса                       | α Голуба           | 2,65              |
| Волосся Вероніки    | Com        | Coma       | Comae Berenices     | 1536, Caspar Vopel, відокремлено від Лева                           | β Волосся Вероніки | 4,26              |
| Південна Корона     | CrA        | CorA       | Coronae Australis   | невідомий рік (Птолемей)                                            | α Південної Корони | 4,10              |
| Північна Корона     | CrB        | CorB       | Coronae Borealis    | невідомий рік (Птолемей)                                            | Гемма              | 2,24              |
| Ворон               | Crv        | Corv       | Corvi               | невідомий рік (Птолемей)                                            | Джанах             | 2,59              |
| Чаша                | Crt        | Crat       | Crateris            | невідомий рік (Птолемей)                                            | δ Чаші             | 3,56              |
| Південний Хрест     | Cru        | Cruc       | Crucis              | 1589, Планціус, відокремлено від Центавра                           | Акрукс             | 0,76              |
| Лебідь              | Cyg        | Cygn       | Cygni               | невідомий рік (Птолемей)                                            | Денеб              | 1,25              |
| Дельфін             | Del        | Dlph       | Delphini            | невідомий рік (Птолемей)                                            | β Дельфіна         | 3,62              |
| Золота Риба         | Dor        | Dora       | Doradus             | 1603, Уранометрія, створена Кейзером та Гаутманом                   | α Золотої Риби     | 3,28              |
| Дракон              | Dra        | Drac       | Draconis            | невідомий рік (Птолемей)                                            | Елтанін            | 2,23              |
| Малий Кінь          | Equ        | Equl       | Equulei             | невідомий рік (Птолемей)                                            | α Малого Коня      | 3,92              |
| Ерідан              | Eri        | Erid       | Eridani             | невідомий рік (Птолемей)                                            | Ахернар            | 0,46              |
| Піч                 | For        | Forn       | Fornacis            | 1763, Лакайль                                                       | α Печі             | 3,85              |
| Близнята            | Gem        | Gemi       | Geminorum           | невідомий рік (Птолемей)                                            | Поллукс            | 1,14              |
| Журавель            | Gru        | Grus       | Gruis               | 1603, Уранометрія, створена Кейзером та Гаутманом                   | Alnair             | 1,74              |
| Геркулес            | Her        | Herc       | Herculis            | невідомий рік (Птолемей)                                            | Корнефор           | 2,81              |
| Годинник            | Hor        | Horo       | Horologii           | 1763, Лакайль                                                       | α Годинника        | 3,85              |
| Гідра               | Hya        | Hyda       | Hydrae              | невідомий рік (Птолемей)                                            | Альфард            | 2,00              |
| Південна Гідра      | Hyi        | Hydi       | Hydri               | 1603, Уранометрія, створена Кейзером та Гаутманом                   | β Гідри            | 2,80              |
| Індіанець           | Ind        | Indi       | Indi                | 1603, Уранометрія, створена Кейзером та Гаутманом                   | α Індіанця         | 3,11              |
| Ящірка              | Lac        | Lacr       | Lacertae            | 1690, Firmamentum Sobiescianum, Гевелій                             | α Ящірки           | 3,76              |
| Лев                 | Leo        | Leon       | Leonis              | невідомий рік (Птолемей)                                            | Регул              | 1,35              |
| Малий Лев           | LMi        | LMin       | Leonis Minoris      | 1690, Firmamentum Sobiescianum, Гевелій                             | 46 Малого Лева     | 3,83              |
| Заєць               | Lep        | Leps       | Leporis             | невідомий рік (Птолемей)                                            | Арнеб              | 2,59              |
| Терези              | Lib        | Libr       | Librae              | невідомий рік (Птолемей)                                            | Зубенешамалі       | 2,61              |
| Вовк                | Lup        | Lupi       | Lupi                | невідомий рік (Птолемей)                                            | α Вовка            | 2,30              |
| Рись                | Lyn        | Lync       | Lyncis              | 1690, Firmamentum Sobiescianum, Гевелій                             | α Рисі             | 3,14              |
| Ліра                | Lyr        | Lyra       | Lyrae               | невідомий рік (Птолемей)                                            | Вега               | 0,02              |
| Столова Гора        | Men        | Mens       | Mensae              | 1763, Лакайль, як Mons Mensæ                                        | α Столової Гори    | 5,09              |
| Мікроскоп           | Mic        | Micr       | Microscopii         | 1763, Лакайль                                                       | γ Мікроскопа       | 4,68              |
| Єдиноріг            | Mon        | Mono       | Monocerotis         | 1613, Планціус                                                      | β Єдинорога        | 3,74              |
| Муха                | Mus        | Musc       | Muscae              | 1603, Уранометрія, створена Кейзером та Гаутманом                   | α Мухи             | 2,69              |
| Косинець            | Nor        | Norm       | Normae              | 1763, Лакайль                                                       | γ2 Косинця         | 4,02              |
| Октант              | Oct        | Octn       | Octantis            | 1763, Лакайль                                                       | ν Октанта          | 3,73              |
| Змієносець          | Oph        | Ophi       | Ophiuchi            | невідомий рік (Птолемей)                                            | Расальхаг          | 2,07              |
| Оріон               | Ori        | Orio       | Orionis             | невідомий рік (Птолемей)                                            | Рігель             | 0,13              |
| Павич               | Pav        | Pavo       | Pavonis             | 1603, Уранометрія, створена Кейзером та Гаутманом                   | Пікок              | 1,94              |
| Пегас               | Peg        | Pegs       | Pegasi              | невідомий рік (Птолемей)                                            | Еніф               | 2,40              |
| Персей              | Per        | Pers       | Persei              | невідомий рік (Птолемей)                                            | Мірфак             | 1,82              |
| Фенікс              | Phe        | Phoe       | Phoenicis           | 1603, Уранометрія, створена Кейзером та Гаутманом                   | Анкаа              | 2,38              |
| Живописець          | Pic        | Pict       | Pictoris            | 1763, Лакайль, як Equuleus Pictoris                                 | α Живописця        | 3,27              |
| Риби                | Psc        | Pisc       | Piscium             | невідомий рік (Птолемей)                                            | Альферг            | 3,61              |
| Південна Риба       | PsA        | PscA       | Piscis Austrini     | невідомий рік (Птолемей)                                            | Фомальгаут         | 1,16              |
| Корма               | Pup        | Pupp       | Puppis              | 1763, Лакайль, відокремлено Корабля Арго                            | Наос               | 2,25              |
| Компас              | Pyx        | Pyxi       | Pyxidis             | 1763, Лакайль                                                       | α Компаса          | 3,67              |
| Сітка               | Ret        | Reti       | Reticuli            | 1763, Лакайль                                                       | α Сітки            | 3,32              |
| Стріла              | Sge        | Sgte       | Sagittae            | невідомий рік (Птолемей)                                            | γ Стріли           | 3,47              |
| Стрілець            | Sgr        | Sgtr       | Sagittarii          | невідомий рік (Птолемей)                                            | Каус Австраліс     | 1,85              |
| Скорпіон            | Sco        | Scor       | Scorpii             | невідомий рік (Птолемей)                                            | Антарес            | 0,91              |
| Скульптор           | Scl        | Scul       | Sculptoris          | 1763, Лакайль                                                       | α Скульптора       | 4,30              |
| Щит                 | Sct        | Scut       | Scuti               | 1690, Firmamentum Sobiescianum, Гевелій                             | α Щита             | 3,83              |
| Змія                | Ser        | Serp       | Serpentis           | невідомий рік (Птолемей)                                            | Унукалхай          | 2,62              |
| Секстант            | Sex        | Sext       | Sextantis           | 1690, Firmamentum Sobiescianum, Гевелій                             | α Секстант         | 4,49              |
| Телець              | Tau        | Taur       | Tauri               | невідомий рік (Птолемей)                                            | Альдебаран         | 0,86              |
| Телескоп            | Tel        | Tele       | Telescopii          | 1763, Лакайль                                                       | α Телескопа        | 3,51              |
| Трикутник           | Tri        | Tria       | Trianguli           | невідомий рік (Птолемей)                                            | β Трикутника       | 3,00              |
| Південний Трикутник | TrA        | TrAu       | Trianguli Australis | 1603, Уранометрія, створена Кейзером та Гаутманом                   | Атрія              | 1,91              |
| Тукан               | Tuc        | Tucn       | Tucanae             | 1603, Уранометрія, створена Кейзером та Гаутманом                   | α Тукана           | 2,86              |
| Велика Ведмедиця    | UMa        | UMaj       | Ursae Majoris       | невідомий рік (Птолемей)                                            | Аліот              | 1,77              |
| Мала Ведмедиця      | UMi        | UMin       | Ursae Minoris       | невідомий рік (Птолемей)                                            | Полярна зоря       | 1,98              |
| Вітрила             | Vel        | Velr       | Velorum             | 1763, Лакайль, відокремлено Argo Navis                              | γ Вітрил           | 1,83              |
| Діва                | Vir        | Virg       | Virginis            | невідомий рік (Птолемей)                                            | Спіка              | 0,97              |
| Летюча Риба         | Vol        | Voln       | Volantis            | 1603, Уранометрія, створена Кейзером та Гаутманом, як Piscis Volans | γ2 Летючої Риби    | 3,75              |
| Лисичка             | Vul        | Vulp       | Vulpeculae          | 1690, Firmamentum Sobiescianum, Гевелій, як Vulpecula cum Ansere    | α Лисички          | 4,40              |

## Астеризми
Поряд із сузір'ями існують інші неофіційні моделі. Вони відомі як «зірочки». Приклади включають Велику Ведмедицю /Плуг і Північний Хрест . Деякі стародавні астеризми, наприклад Coma Verenices, Serpens і частини Argo Navis, тепер офіційно є сузір'ями.